# モンタナ州第1選挙区
モンタナ州第1区（モンタナしゅうだい1く、英語: Montana's 1st congressional district）は、アメリカ合衆国連邦下院の選挙区。定数1人の小選挙区制。1919年3月4日に設置され、1993年1月3日に廃止されたが、2020年国勢調査の結果をうけて再設置された。

## 概要
1889年にモンタナ準州が州に昇格して以降、州全体を区域としたモンタナ州全州選挙区が設置され、1913年に定数が2人に増加した。
1919年、モンタナ州に西部の第1選挙区と東部の第2選挙区が設置された。その後、1990年の国政調査の結果を受け、モンタナ州に配分される下院議席が1となったため、2つの選挙区が廃止され、定数1の全州選挙区が再設置された。
2020年の国勢調査の結果、モンタナ州は再びふたつの選挙区に分割されることとなった。第1選挙区は1983年から1993年のころとほぼ同じ西部のエリアをカバーするとされたが、かつて第1選挙区に含まれていたヘレナは第2選挙区に移された。

### 区域
ミズーラ、ボーズマン、ビュート、カリスペルなどを含むモンタナ州西部